# Хохолув (Лодзинське воєводство)
Хохолув (пол. Chochołów) — село в Польщі, у гміні Жихлін Кутновського повіту Лодзинського воєводства.
Населення — 126 осіб (2011).
У 1975-1998 роках село належало до Плоцького воєводства.

## Демографія
Демографічна структура станом на 31 березня 2011 року:
|          | Загалом | Допрацездатний вік | Працездатний вік | Постпрацездатний вік |
| -------- | ------- | ------------------ | ---------------- | -------------------- |
| Чоловіки | 66      | 18                 | 42               | 6                    |
| Жінки    | 60      | 11                 | 37               | 12                   |
| Разом    | 126     | 29                 | 79               | 18                   |